# Universidade de Ciência e Tecnologia Houari-Boumediene

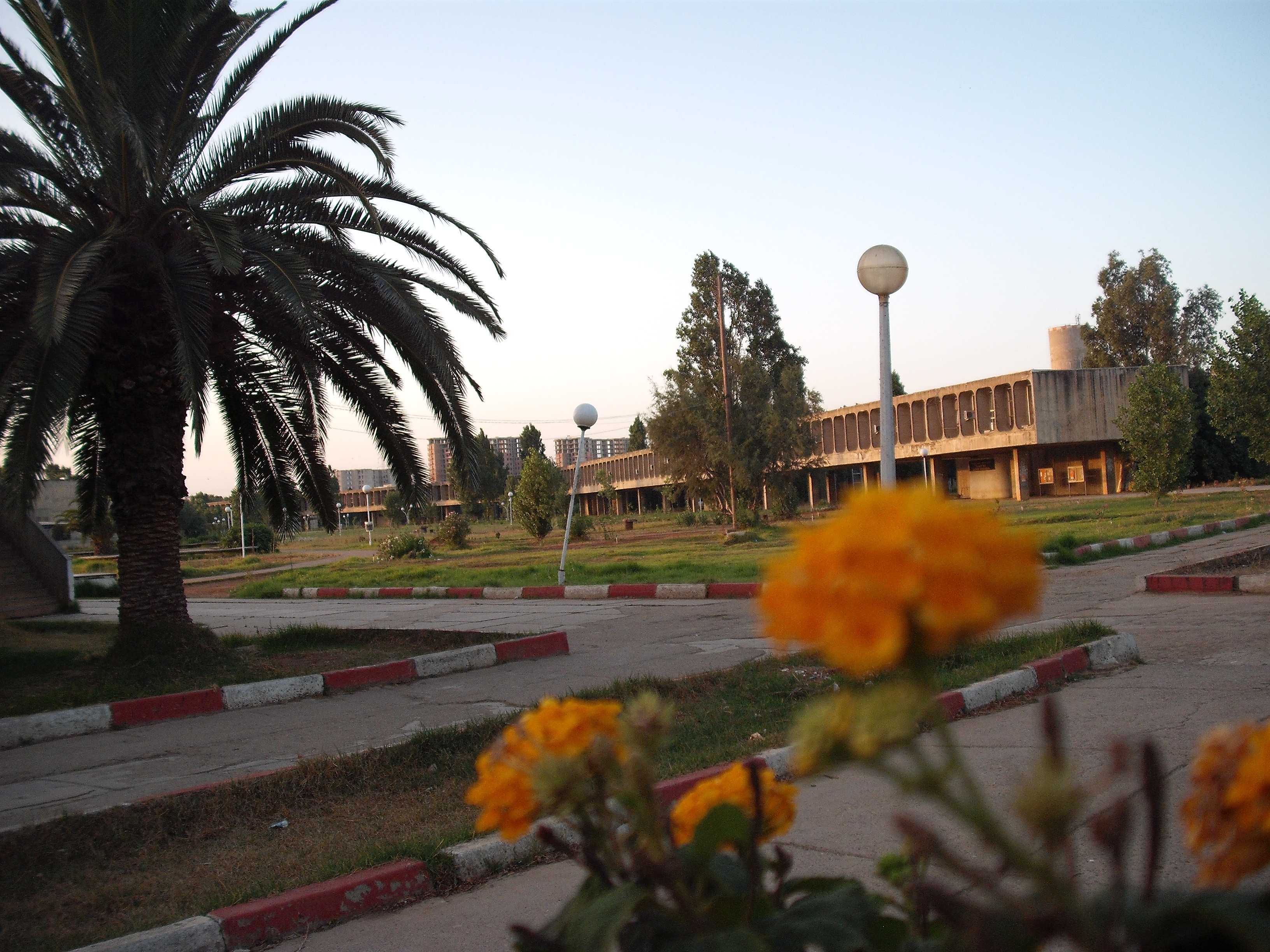
Universidade de Ciência e Tecnologia Houari-Boumediene (2010)

A Universidade de Ciência e Tecnologia Houari-Boumediene é uma universidade localizada na comuna de Bab-Ezzouar, aproximadamente a 15 km de Argel, na Argélia. Tem o nome do ex-presidente argelino Houari Boumédiène.
O projeto da universidade é do arquiteto brasileiro Oscar Niemeyer, tendo sido inaugurada em 1974.